# Exécution de Louis XVI
 (mai 2016).
L'exécution de Louis XVI, en application de la condamnation à mort de l'ancien roi de France et de Navarre et ancien roi des Français prononcée par les députés de la Convention nationale à l'issue de son procès, a eu lieu le lundi 21 janvier 1793 à 10 h 22, à Paris, sur la place de la Révolution (ancienne place Louis XV, devenue en 1795 la place de la Concorde). C'est un événement majeur de la Révolution française, et plus généralement de l'histoire de France.

## Contexte
À la suite des événements de la journée du 10 août 1792, l'attaque du palais des Tuileries par les sections parisiennes et les fédérés républicains encadrés par les Jacobins , Louis XVI est emprisonné à la Tour du Temple avec son épouse Marie-Antoinette et leurs deux enfants, ainsi que sa sœur cadette la princesse Élisabeth. Il perd son titre de roi des Français le 21 septembre 1792 à la suite de l'abolition de la monarchie. Notamment accusé de haute trahison, Louis XVI est condamné à mort lors du vote final sur la peine, débutant le 16 janvier 1793 pour s'achever le 17 janvier 1793, après trente-sept heures de débat sans désemparer, au terme de son procès devant la Convention nationale érigée en tribunal exceptionnel.
Le soir même, l'un des trois avocats du roi déchu, Guillaume de Malesherbes, vient au Temple lui communiquer le verdict. Il écrit au futur Louis XVIII, frère de l'ancien roi, le 10 mars 1793, en exprimant son admiration pour le sang-froid du roi déchu et les sentiments qu'il avait exprimés durant cet entretien.

## Déroulement de la soirée du20 janvier

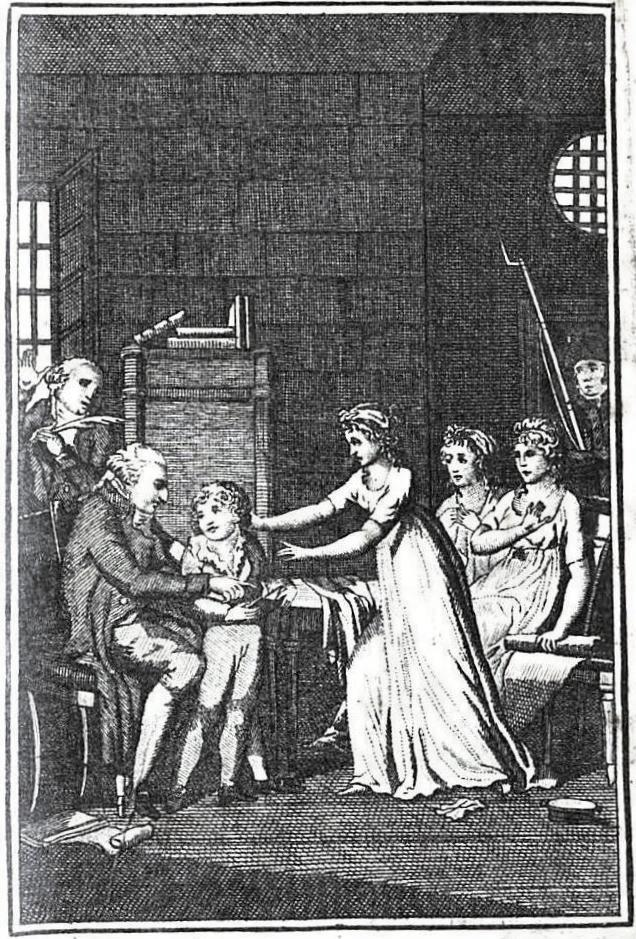
et sa famille au Temple, 20 janvier 1793.

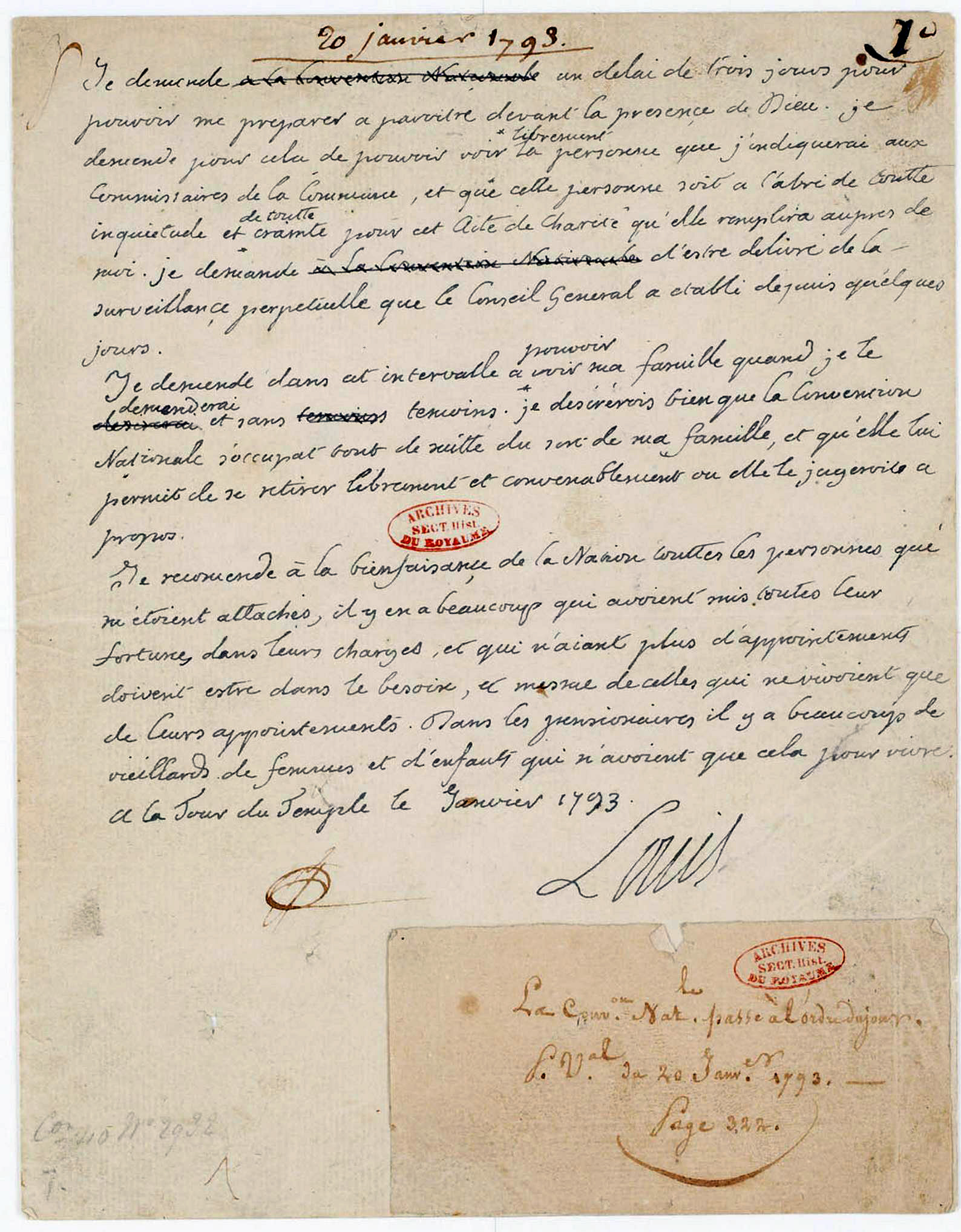
Lettre autographe signée de, à la Tour du Temple, réclamant de la Convention un délai afin de pouvoir se préparer à paraître devant Dieu et communiquer librement avec sa famille, rédigée le 20 janvier 1793. Archives nationales.

Après avoir voté la condamnation à mort de l'ancien roi, la Convention envoie une délégation annoncer le verdict à Louis XVI, retenu prisonnier à la maison du Temple. Celui-ci formule un certain nombre de requêtes, dont notamment l'octroi d'un délai supplémentaire de trois jours avant l'exécution proprement dite, et une dernière entrevue avec sa famille. Les députés ayant refusé de repousser la date de la mise à mort de l'ancien monarque, celui-ci sera guillotiné comme convenu le lendemain.
Le dernier dîner du condamné lui est servi vers 19 heures. Après avoir eu un premier entretien avec l'abbé de Firmont vers 20 heures, Louis XVI reçoit, comme il l'avait demandé, l'ex famille royale dans son appartement. Marie-Antoinette, accompagnée de sa fille Marie-Thérèse de France dite Madame Royale, du dauphin Louis-Charles et de la sœur du roi déchu, Élisabeth de France. Vers 23 heures, l'ancienne famille royale se retire et Louis XVI s'entretient de nouveau avec son confesseur. Il se couche vers minuit et demi.

## Déroulement de la journée du21 janvier

### Dernières heures deLouisXVIà la tour du Temple

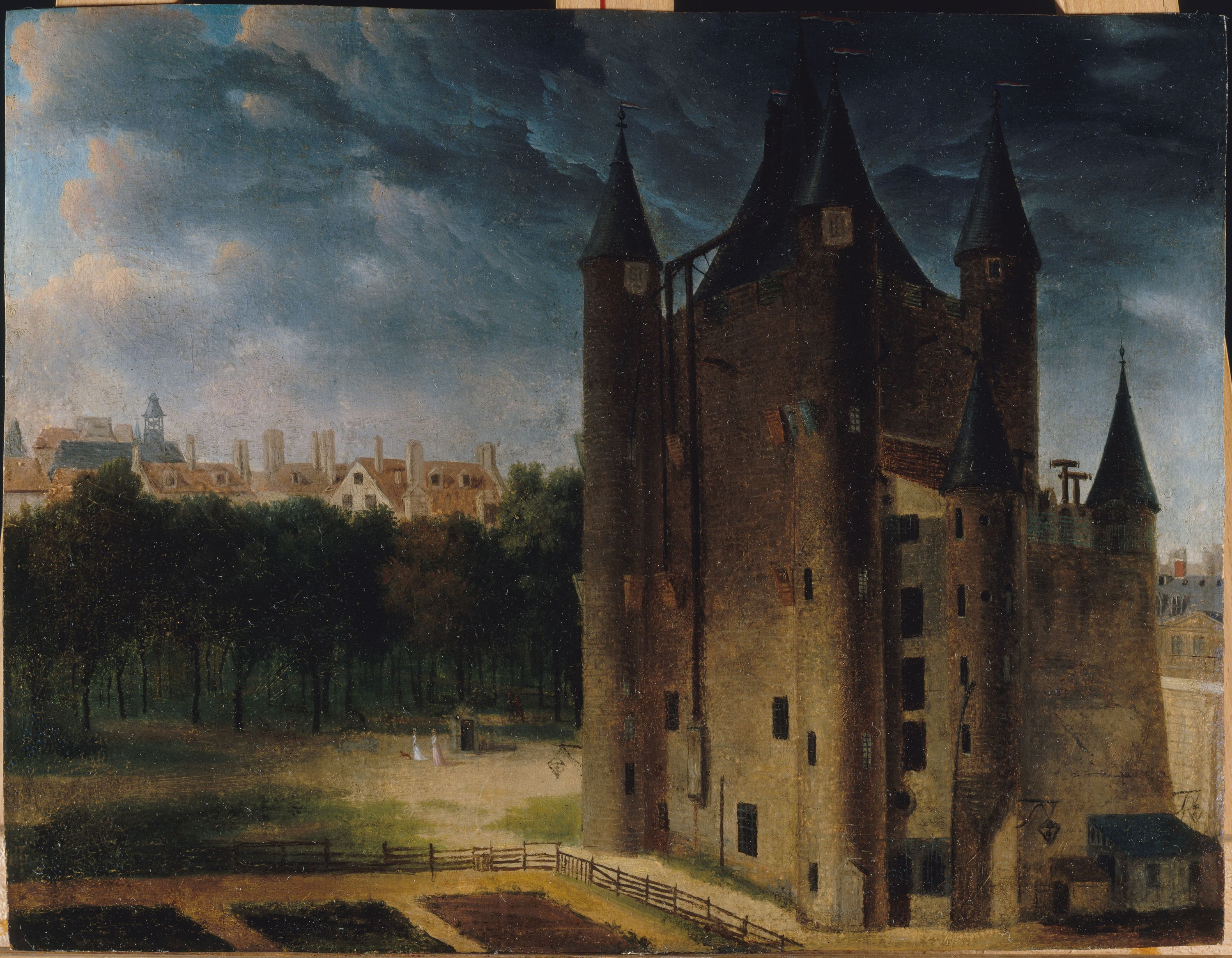
La Tour du temple.

Après une courte nuit, Louis XVI est réveillé à 5 heures par Cléry, son valet. Vers 6 heures, l'abbé Henri Essex Edgeworth de Firmont les rejoint, et célèbre la dernière messe du roi déchu, servie par Cléry. Louis XVI reçoit le viatique (la communion du mourant).
Sur les conseils de l'abbé, Louis XVI évite une dernière scène d'adieux avec sa famille. Le dispositif de sécurité est important, d'autant plus que dans la nuit du 20 au 21 janvier a eu lieu l'assassinat de Louis-Michel Lepeletier de Saint-Fargeau, député de la Convention ayant voté la mort de l'ancien roi.
À 7 heures, Louis XVI confie ses dernières volontés à l'abbé. Il transmet à Cléry son cachet aux armes de France pour son fils Louis-Charles et son alliance pour son épouse. Il conserve au doigt l'anneau du sacre.
Louis XVI s'entretient une ultime fois avec son confesseur. Vers 8 heures, il est interrompu par Antoine Joseph Santerre qui commande les gardes nationaux. Il reçoit une dernière bénédiction de l'abbé, remet son testament à l'un des officiers municipaux présents et se remet aux mains de Santerre.

### Trajet de la prison du Temple à la place de la Révolution

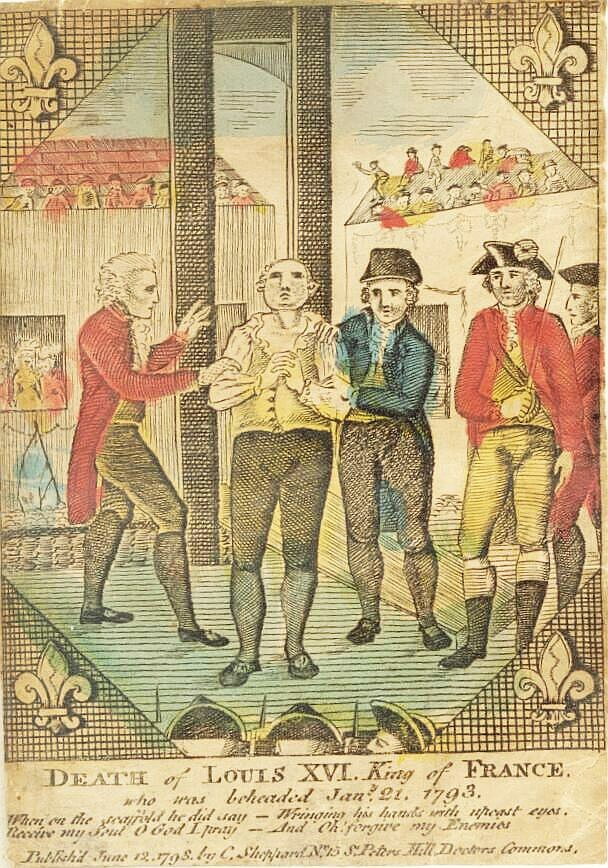
sur l'échafaud, couvert d’un gilet de molleton blanc, d’une culotte grise et de bas de soie gris (gravure anglaise de 1798).

Le matin du 21 janvier, la température extérieure est basse : il fait 3 °C. Un brouillard épais a enveloppé Paris. Le maire de Paris Nicolas Chambon a obtenu que le roi déchu ne soit pas conduit dans la charrette des condamnés. Louis XVI prend place dans la voiture verte du maire, avec l'abbé et deux personnes de la milice qui s'installent face à eux. 
La voiture quitte le Temple vers 9 heures au son de tambours et de trompettes. Elle tourne dans la rue du Temple, pour rejoindre les Grands Boulevards. Paris a alors 80 000 hommes en armes (Fédérés, Gardes nationaux, fusiliers) occupant les carrefours, les places et postés le long des rues. Des canons sont postés à chaque endroit stratégique. Le convoi est précédé d'environ 200 gendarmes à cheval. Les Parisiens sont venus en nombre assister à l'exécution, tant sur le trajet qu'à l'emplacement de la guillotine.

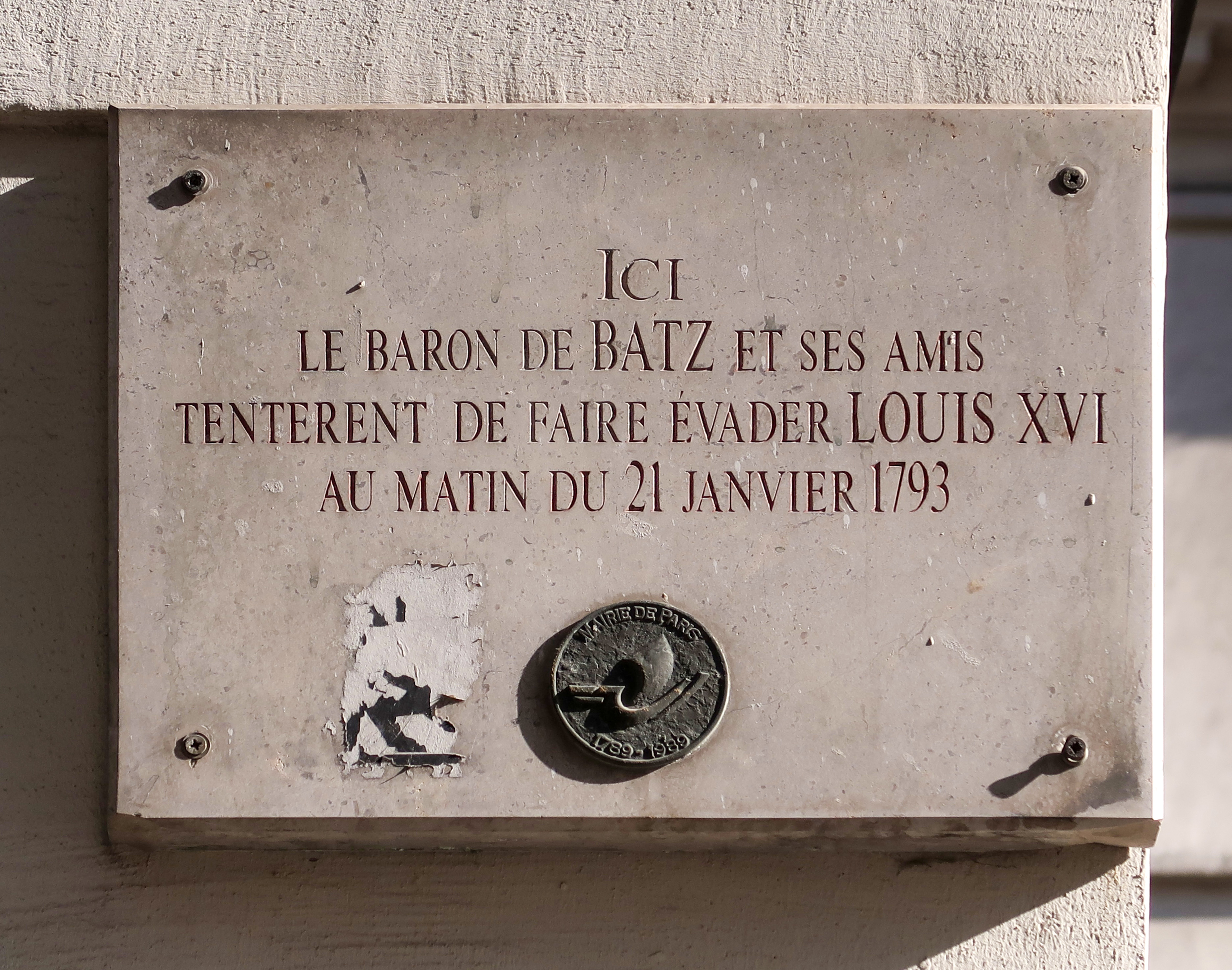
Plaque au 52 rue Beauregard (2e arr.) commémorant la tentative d'évasion.

Dans le quartier de Bonne-Nouvelle, aux environs de la rue de Cléry, le baron de Batz, soutien de l'ancienne famille royale qui a financé la fuite de Varennes, a convoqué 300 royalistes pour tenter de faire évader le roi déchu. L'ancien monarque devait être caché dans une maison appartenant au comte de Marsan, rue de Cléry. Le baron de Batz s'élance. À la suite de la dénonciation de ses compagnons, seuls quelques-uns ont pu venir. Trois sont tués, mais le baron de Batz réussit à s'échapper.
Le cortège emmené par Santerre poursuit son trajet par les boulevards et la rue de la Révolution (actuelle rue Royale). Il débouche vers 10 h 15 sur la place de la Révolution et s'arrête au pied de l'échafaud installé entre les Champs-Élysées et le piédestal de la statue de Louis XV qui vient d'être déboulonnée et situé à 2 mètres de haut. Peint en rouge, l'échafaud est placé au milieu d'un espace vide encadré de canons et d'une troupe de fédérés, le peuple étant tenu au loin. 20 000 hommes ont été déployés pour l'entourer.

### Exécution deLouisXVI

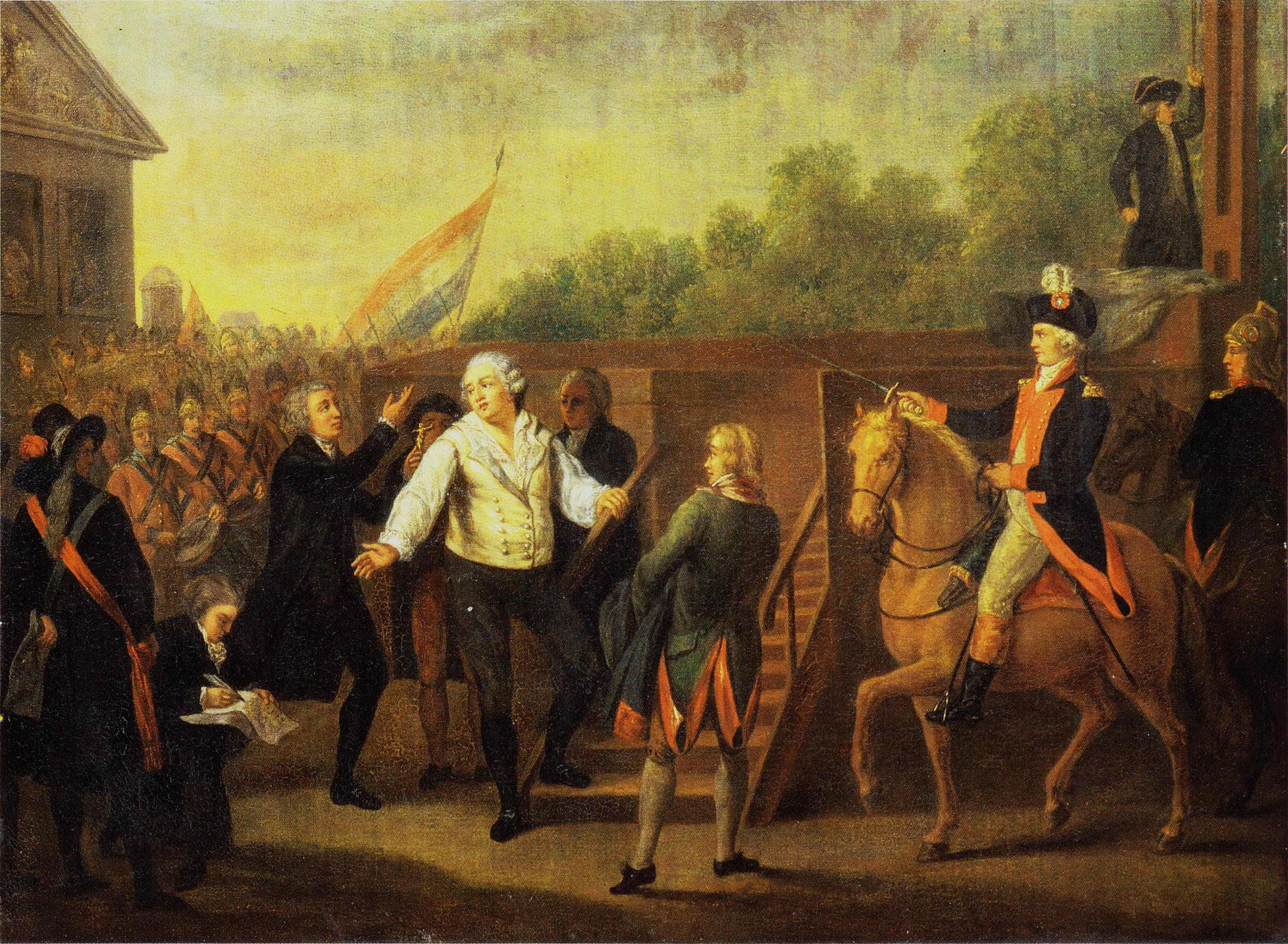
Louis XVI et l'Abbé Edgeworth de Firmont au pied de l'échafaud, le 21 janvier 1793.

Il est accueilli par le bourreau Charles-Henri Sanson à sa descente du carrosse, il ôte sa redingote brune et son foulard-cravate. À la demande de Sanson, il ouvre le col de sa chemise. Voyant qu'on veut lui lier les mains, le roi déchu refuse, l'abbé de Firmont réussit à le convaincre. On lui lie alors les mains dans le dos par son propre mouchoir ; un assistant de Sanson découpe son col et lui coupe les cheveux. Accompagné par des roulements de tambour, Louis XVI monte sur l'escalier et rejoint Sanson et ses quatre assistants, sur la plate-forme,.
Louis XVI s'avance sur le bord gauche de l'estrade. Il fait signe aux tambours de s'arrêter et déclare : « Je meurs innocent de tous les crimes qu'on m'impute. Je pardonne aux auteurs de ma mort. Je prie Dieu que le sang que vous allez répandre ne retombe jamais sur la France. » Il veut poursuivre mais Santerre donne l'ordre de faire battre à nouveau les tambours pour couvrir sa voix. Certains auteurs mentionnent que l'ordre a été donné par d'autres protagonistes : parmi les noms cités, ceux de Dugazon, Beaufranchet d'Ayat ou du tambour Pierrard. La légende historique attribue généralement cet acte à Santerre, mais celui-ci n'aurait fait que transmettre l'ordre du général Berruyer, commandant en second de Paris.
À 10 h 22 le bourreau Charles-Henri Sanson actionne le couperet. Gros, un assesseur du bourreau, saisit la tête sanguinolente et la présente au peuple. Certains auteurs prétendent au contraire que la tête fut prise par Henri Sanson, le fils du bourreau. Quelques Parisiens crient « Vive la Nation ! Vive la République ! Vive la liberté ! » Quelques salves d'artillerie sont tirées et certains dansent la farandole. Jacques Roux, commissaire de la Commune de Paris, rédige le procès-verbal de l'exécution.

## Inhumation deLouisXVIau cimetière de la Madeleine puis à la basilique Saint-Denis

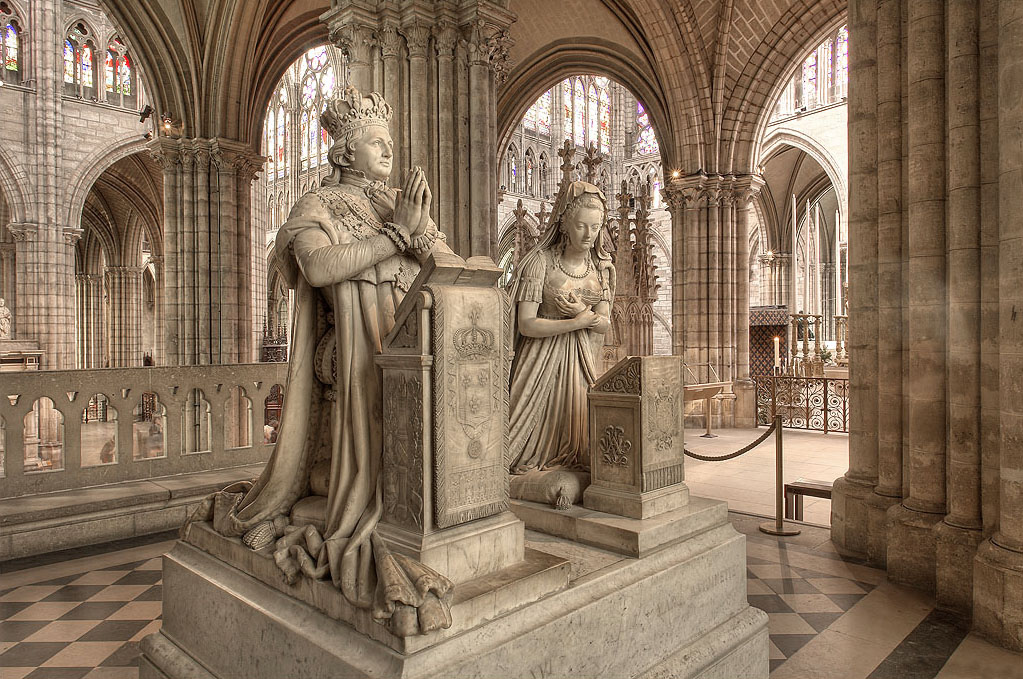
Cénotaphes à la mémoire de et de Marie-Antoinette dans la basilique Saint-Denis.

Le cadavre de Louis XVI est immédiatement déposé dans la charrette de Sanson puis transporté au cimetière de la Madeleine. La Convention a en effet refusé que les restes de Louis XVI soient inhumés auprès de son père, Louis de France, le Dauphin, à Sens. Ce sont deux vicaires assermentés, fidèles à la Révolution, qui officient pour le court service funèbre prononcé à l'église de la Madeleine. Le vicaire Damoureau témoigne : « Arrivé au cimetière, je fis faire le plus grand silence. Un détachement de gendarmes nous fit voir le corps. Il était vêtu d'un gilet blanc, d'une culotte de soie grise, les bas pareils. Nous psalmodiâmes les vêpres, les prières du service des morts. Le corps mis à découvert dans la bière, fut d'après les ordres du pouvoir exécutif, jeté au fond de la fosse, sur un lit de chaux, puis d'un lit de terre, le tout fortement battu et à plusieurs reprises. La tête de Louis XVI fut mise à ses pieds. » La dépouille est ensevelie dans une fosse plus profonde qu'à l'ordinaire, pour éviter les profanations et recouverte de chaux vive.
Cambacérès fut chargé de surveiller les décrets de la Convention relatifs à la destruction des restes du roi, et rendit compte de sa mission avec une impassibilité dont les royalistes se souvinrent en 1816.
Le 21 janvier 1815, les restes de Louis XVI furent inhumés à la basilique Saint-Denis. En 1816, son frère le roi Louis XVIII fit élever un monument funéraire (statue de marbre de Louis XVI à genoux en orant) réalisé par Edme Gaulle.

## Témoignages

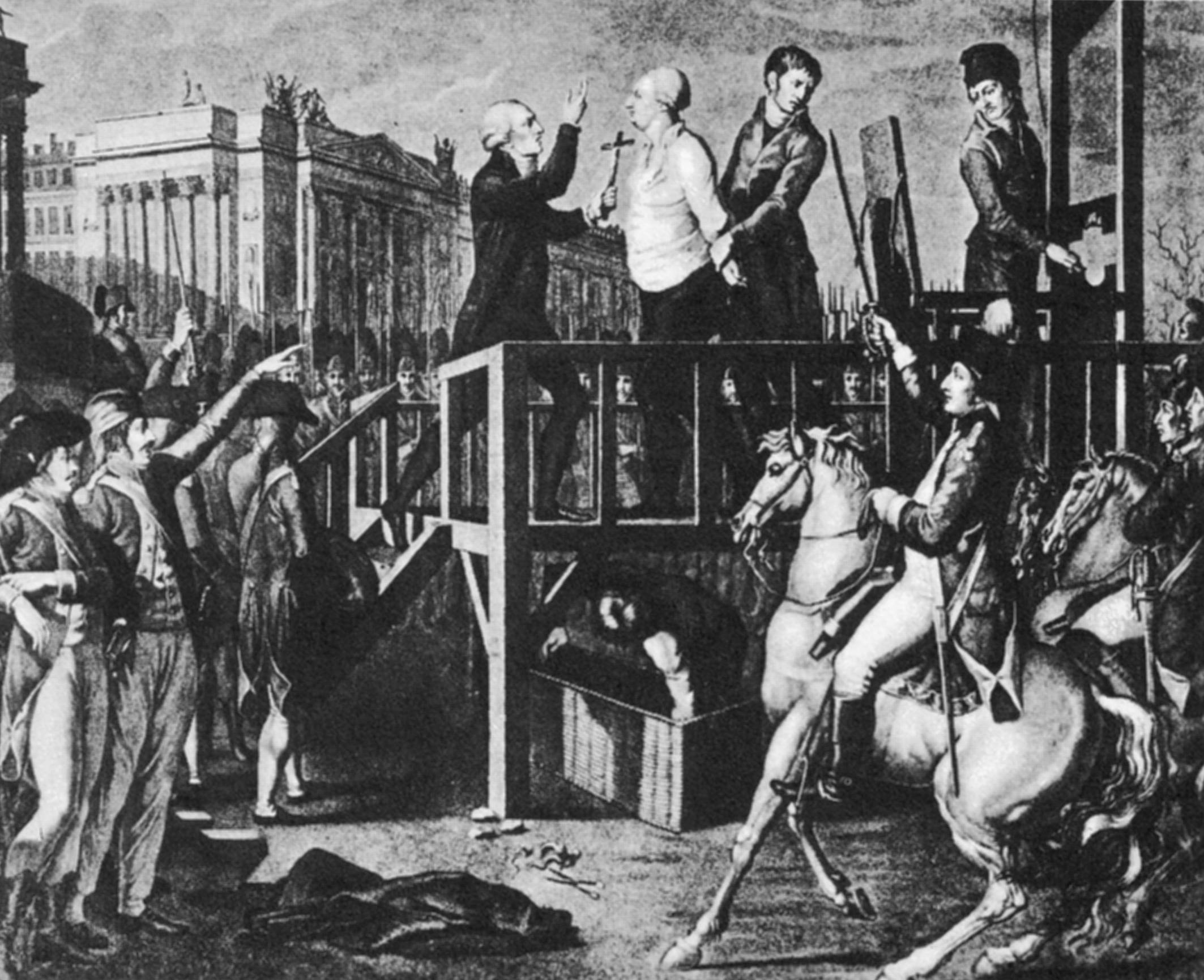
recevant l'assistance spirituelle de l'abbé Edgeworth sur l'échafaud.

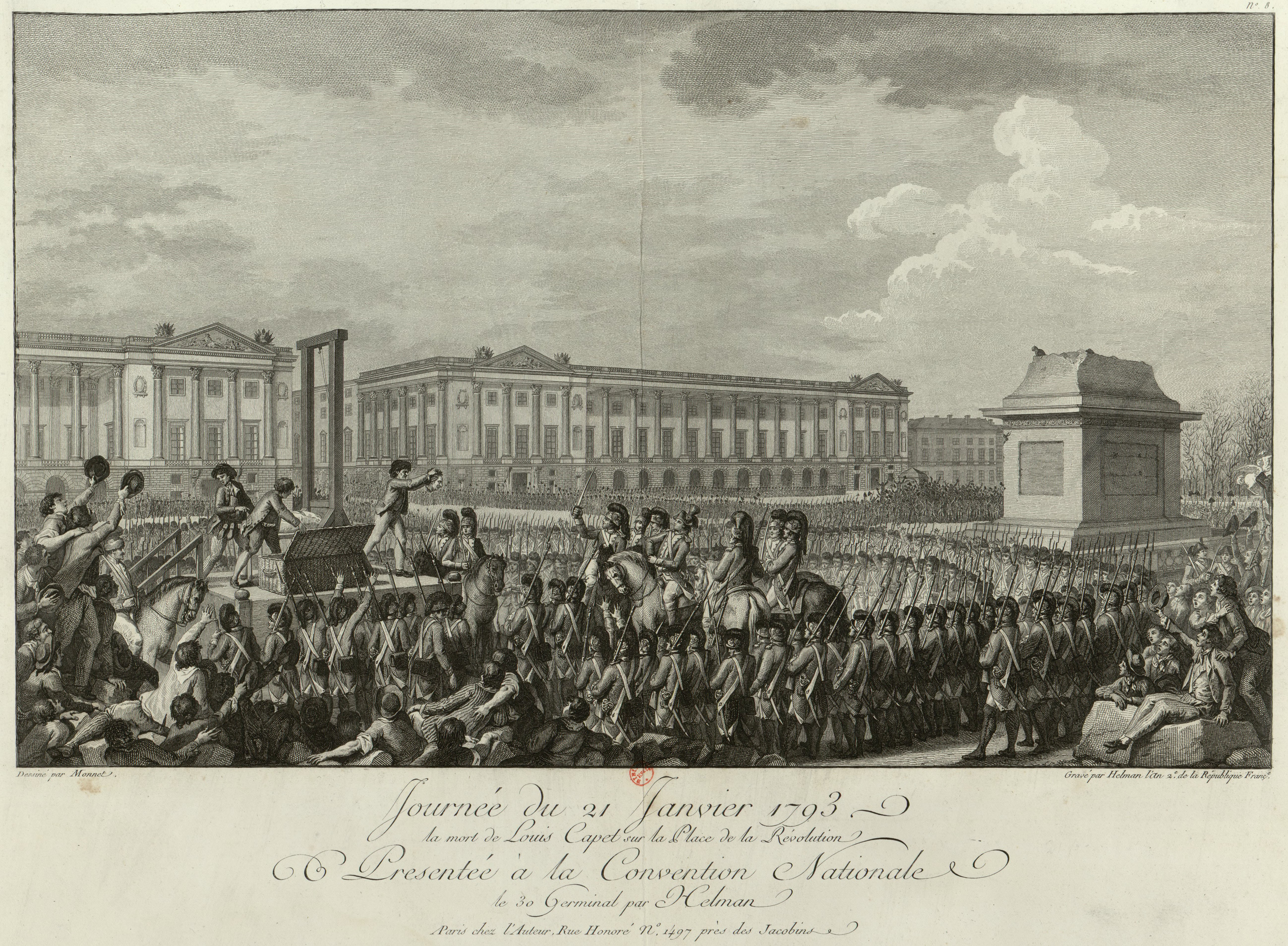
Présentation de la tête du roi.

### Presse contemporaine
Dans Le Nouveau Paris (1798), le dramaturge et conventionnel Louis Sébastien Mercier ancien sympathisant Girondin, raconte l'exécution de Louis XVI en ces termes : « […] est-ce bien le même homme que je vois bousculé par quatre valets de bourreau, déshabillé de force, dont le tambour étouffe la voix, garrotté à une planche, se débattant encore, et recevant si mal le coup de la guillotine qu'il n'eut pas le col mais l'occiput et la mâchoire horriblement coupés ? »
Le Thermomètre du Jour du 13 février 1793, un journal républicain modéré, décrit le Roi criant trois fois : « Je suis perdu ! », au moment où les assistants du bourreau Charles-Henri Sanson le saisissent, en citant comme source celui-ci.

### Sanson
Le bourreau Charles-Henri Sanson réagit à la version du Thermomètre du Jour en consignant son propre témoignage de l'exécution dans une lettre datée du 20 février 1793, : « Arrivé au pied de la guillotine, Louis XVI considéra un instant les instruments de son supplice et demanda à Sanson si les tambours s’arrêteraient de battre. Il s’avança pour parler. On cria aux bourreaux de faire leur devoir. Pendant qu’on lui mettait les sangles, il s’écria : « Peuple, je meurs innocent ! ». Ensuite, se tournant vers ses bourreaux, Louis XVI déclara : « Messieurs, je suis innocent de tout ce dont on m'inculpe. Je souhaite que mon sang puisse cimenter le bonheur des Français. » Le couperet tomba. Il était 10 h 22. L’un des assistants de Sanson présenta la tête de Louis XVI au peuple, cependant que s’élevait un immense cri de : « Vive la Nation ! Vive la République ! » et que retentissait une salve d’artillerie qui parvint aux oreilles de la famille royale incarcérée. »
Enfin Sanson souligne dans sa lettre, publiée dans Le Thermomètre du jeudi 21 février 1793, que le Roi « a soutenu tout cela avec un sang froid et une fermeté qui nous a tous étonnés. Je reste très convaincu qu’il avait puisé cette fermeté dans les principes de la religion dont personne plus que lui ne paraissait pénétré ni persuadé. »

### Madame de Staël et l'exécution deLouisXVI
« Cet homme qui manqua de la force nécessaire pour préserver son pouvoir, et fit douter de son courage tant qu’il en eut besoin pour repousser ses ennemis ; cet homme dont l’esprit naturellement timide ne sut ni croire à ses propres idées, ni même adopter celles d’un autre, s’est montré tout à fait capable de la plus étonnante des résolutions, celle de souffrir et de mourir. »

— Considérations sur les principaux événements de la Révolution française

## Acte de décès deLouisXVIdans l'état civil de Paris
L'acte de décès de Louis XVI est rédigé le 18 mars 1793. L'original de l'acte a disparu lors de la destruction des archives de Paris en 1871 mais il fut recopié par des archivistes :

« Du lundi 18 mars 1793, l'an Second de la République française.
Acte de décès de Louis CAPET, du 21 janvier dernier, dix heures vingt-deux minutes du matin ; profession, dernier Roy des Français, âgé de trente-neuf ans, natif de Versailles, paroisse Notre-Dame, domicilié à Paris, tour du Temple ; marié à Marie-Antoinette d'Autriche, ledit Louis Capet exécuté sur la Place de la Révolution en vertu des décrets de la Convention nationale des quinze, seize et dix-neuf dudit mois de janvier, en présence 1° de Jean-Antoine Lefèvre, suppléant du procureur général sindic du département de Paris, et d'Antoine Momoro, tous deux membres du directoire dudit département et commissaires en cette partie du conseil général du même département ; 2° de François-Pierre Salais et de François-Germain Isabeau, commissaires nommés par le conseil exécutif provisoire, à l'effet d'assister à ladite exécution et d'en dresser procès-verbal, ce qu'ils ont fait ; et 3° de Jacques Claude Bernard et de Jacques Roux, tous deux commissaires de la municipalité de Paris, nommés par elle pour assister à cette exécution ; vu le procès-verbal de ladite exécution dudit jour 21 janvier dernier, signé Grouville, secrétaire du conseil exécutif provisoire, envoyé aux officiers publics de la municipalité de Paris cejourd'huy, sur la demande qu'ils en avaient précédemment faite au ministère de la justice, ledit procès-verbal déposé aux Archives de l'état civil ;
Pierre-Jacques Legrand, officier public (signé) Le Grand. »

## Commémorations de l'exécution
L'endroit où fut inhumé Louis XVI et plus tard Marie-Antoinette d'Autriche (16 octobre 1793) au cimetière de la Madeleine est aujourd'hui le square Louis-XVI. L'autel de la crypte y marque l'endroit exact où Louis XVI fut inhumé.
Des messes catholiques sont organisées chaque année, le 21 janvier, en commémoration de la mort du roi Louis XVI.
Chaque année aussi ont lieu des « clubs de la tête de veau », banquets républicains commémorant l'exécution de Louis XVI sous les espèces de la dégustation d'une tête de veau. Dès après 1794, des banquets républicains célèbrent la fin de la monarchie de droit divin en mettant en scène « le roi cochon », faisant référence à la manière dont Louis XVI apparaissait fréquemment dans la caricature révolutionnaire. Après 1847, et en s'inspirant d'une coutume anglaise, la banquet à la tête de veau détrône le plat de cochon. Un tel banquet, interdit, est l'élément déclencheur de la révolution de 1848 en France.

### Commémoration du21 janvier 1893
Ce jour-là, le requiem de Gabriel Fauré, qui avait été complété (version dite d'église 1893), fut exécuté à la messe de commémoration tenue à l'église de la Madeleine à Paris, sous la direction du compositeur.  

### Commémoration du21 janvier 1993
Pour marquer le bicentenaire de l'exécution de Louis XVI, un rassemblement de plusieurs milliers de personnes a lieu place de la Concorde, en présence de plusieurs personnalités dont l'acteur Jean-Pierre Darras qui a lu au micro le testament du roi. La cérémonie est organisée par le Comité national pour la commémoration de la mort de Louis XVI, présidé par Jean Raspail. Des heurts éclatent en marge de cette cérémonie au niveau de la place du Panthéon, où de jeunes hommes de l'Action française sont montés sur le toit de l'édifice.
Dans son édition du lendemain, le quotidien L'Humanité commente la journée : 

« Deux cents ans après la décapitation de Louis XVI, la fleur de lys tenait le haut du pavé. Des milliers de personnes (Scouts de France en short de cuir, jeunes filles en socquettes blanches, légitimistes à moustaches, orléanistes glabres, nostalgiques de l'Ancien Régime, gens de droite de tout poil) s'étaient rassemblés avec sono tonitruante, discours affligés et Requiem de Cherubini [initialement composé pour l'anniversaire du 21 janvier 1836]. Parmi elles […], Thierry Ardisson, paraît-il en larmes, Bruno Mégret du Front national, Gonzague Saint-Bris, Jean Raspail, Ambroise Roux, Jean-Pierre Darras qui a lu le testament de Louis XVI… […] »

Le Figaro mentionne quant à lui la présence de Walter Curley, ambassadeur des États-Unis en France, venu déposer une gerbe de fleurs portant l'inscription « L'ambassade des États-Unis d'Amérique ».